# Sky Srpska
Sky Srpska — авіакомпанія Республіки Сербської, яка існувала з 2007 по 2011 роки; була приватним підприємстов, власником якого було Уряд Республіки Сербської. Базовим аеропортом був міжнародний аеропорт Баня-Лука. Штаб-квартира розташовувалась в Баня-Луці, на вулиці Змай Йовін, в будинку номер 8.

## Історія
Авіакомпанія заснована в лютому 2007 року. 16 червня 2010 року був підписаний меморандум про співпрацю Sky Srpska і Adria Airways, а уже 14 липня компанія офіційно відкрила перший міжнародний рейс: Баня-Лука — Любляна. На церемонії був присутній прем'єр-міністр Республіки Сербської Милорад Додик.
Планувалось, що компанія буде експлуатувати літаки Sukhoi Superjet 100 для виконання рейсів. Але в 2012 році Уряд Республіки Сербської через брак коштів на утримання закрило компанію.